# Gluonij
Gluonij je namišljen delec. Sestavljen je iz gluonov, ki delujejo drug na drugega z močno jedrsko silo. Gluoni nosijo barvni naboj. Fotoni se ne morejo vezati drug na drugega, gluoni pa se lahko združujejo v skupine, ki jih imenujemo gluoniji. To so gluonske krogle. Gluonij je nosilec barvnega naboja, to pomeni, da tvori barvne siglete. 
Gluonije je v pospeševalnikih zelo težko ločiti od običajnih mezonov.